# Плавання на відкритій воді на Чемпіонаті світу з водних видів спорту 2017
Змагання з плавання на відкритій воді на Чемпіонаті світу з водних видів спорту 2017 пройшли з 15 по 21 липня. Було розіграно 7 комплектів нагород.
Змагання відбулись на найбільшому в Центральній Європі озері Балатон.

## Розклад
Подано центральноєвропейський час (UTC+2).
| Дата          | Час   | Змагання                            |
| ------------- | ----- | ----------------------------------- |
| 15 липня 2017 | 10:00 | 5 км, чоловіки                      |
| 16 липня 2017 | 10:00 | 10 км, жінки                        |
| 18 липня 2017 | 10:00 | 10 км, чоловіки                     |
| 19 липня 2017 | 10:00 | 5 км, жінки                         |
| 20 липня 2017 | 10:00 | 3×5 км, змішана командна дисципліна |
| 21 липня 2017 | 8:30  | 25 км, чоловіки                     |
| 21 липня 2017 | 8:45  | 25 км, жінки                        |

## Медалісти

### Таблиця медалей
| Місце   | Країна          | Золото | Срібло | Бронза | Загалом |
| ------- | --------------- | ------ | ------ | ------ | ------- |
| 1       | Франція         | 4      | 1      | 1      | 6       |
| 2       | США             | 1      | 2      | 0      | 3       |
| 3       | Нідерланди      | 1      | 1      | 0      | 2       |
| 4       | Бразилія        | 1      | 0      | 2      | 3       |
| 5       | Італія          | 0      | 2      | 3      | 5       |
| 6       | Еквадор         | 0      | 1      | 0      | 1       |
| 7       | Велика Британія | 0      | 0      | 1      | 1       |
| 7       | Росія           | 0      | 0      | 1      | 1       |
| Загалом | Загалом         | 7      | 7      | 8      | 22      |

#### Чоловіки
| Дисципліна | Золото                       | Золото    | Срібло                   | Срібло    | Бронза                             | Бронза    |
| ---------- | ---------------------------- | --------- | ------------------------ | --------- | ---------------------------------- | --------- |
| 5 км       | Марк-Антуан Олів'є · Франція | 54:31.4   | Маріо Сандзулло · Італія | 54:32.1   | Тімоті Шаттлворт · Велика Британія | 54:42.1   |
| 10 км      | Феррі Веертман · Нідерланди  | 1:51:58.5 | Джордан Вілімовскі · США | 1:51:58.6 | Марк-Антуан Олів'є · Франція       | 1:51:59.2 |
| 25 км      | Аксель Реймон · Франція      | 5:02:46.4 | Маттео Фурлан · Італія   | 5:02:47.0 | Євген Дратцев · Росія              | 5:02:49.8 |

#### Жінки
| Дисципліна | Золото                       | Золото    | Срібло                            | Срібло    | Бронза                                             | Бронза    |
| ---------- | ---------------------------- | --------- | --------------------------------- | --------- | -------------------------------------------------- | --------- |
| 5 км       | Ешлі Твічелл · США           | 59:07.00  | Орелі Мюллер · Франція            | 59:10.50  | Ана Марсела Кунья · Бразилія                       | 59:11.40  |
| 10 км      | Орелі Мюллер · Франція       | 2:00:13.7 | Саманта Аревало Салінас · Еквадор | 2:00:17.0 | Ана Марсела Кунья · БразиліяАріанна Бріді · Італія | 2:00:17.2 |
| 25 км      | Ана Марсела Кунья · Бразилія | 5:21:58.4 | Шарон ван Раувендал · Нідерланди  | 5:22:00.8 | Аріанна Бріді · Італія                             | 5:22:08.2 |

#### Змішані командні дисципліни
| Дисципліна | Золото                                                                         | Золото  | Срібло                                                                   | Срібло  | Бронза                                                                            | Бронза  |
| ---------- | ------------------------------------------------------------------------------ | ------- | ------------------------------------------------------------------------ | ------- | --------------------------------------------------------------------------------- | ------- |
| Команда    | Франція · Осеан Кассіньйоль · Логан Фонтен · Орелі Мюллер · Марк-Антуан Олів'є | 54:05.9 | США · Брендан Кейсі · Ешлі Твічелл · Гейлі Андерсон · Джордан Вілімовскі | 54:18.1 | Італія · Ракеле Бруні · Джулія Габбріеллескі · Федеріко Ванеллі · Маріо Сандзулло | 54:31.0 |